# Batad (Iloilo)
Batad ist eine philippinische Stadtgemeinde in der Provinz Iloilo. Sie hat 21.298 Einwohner (Zensus 1. August 2015).

## Baranggays
Batad ist politisch in 24 Baranggays unterteilt.
| - Alapasco - Alinsolong - Banban - Batad Viejo - Binon-an - Bolhog - Bulak Norte - Bulak Sur - Cabagohan - Calangag - Caw-i - Drancalan | - Embarcadero - Hamod - Malico - Nangka - Pasayan - Poblacion - Quiazan Florete - Quiazan Lopez - Salong - Santa Ana - Tanao - Tapi-an |